# Dante Zucchini
Dante Zucchini (Castenaso, 17 aprile 1928 – Bologna, 18 luglio 2018) è stato un partigiano, imprenditore e antifascista italiano.
È noto per essere stato il co-fondatore della Segafredo assieme al collega Massimo Zanetti.

## Biografia
Durante la Seconda guerra mondiale, Zucchini collaborò con il battaglione Luccarini della 4ª brigata Venturoli Garibaldi nella resistenza contro il regime fascista..
Negli anni '70, Zucchini co-fondò la Segafredo a Bologna insieme a Massimo Zanetti.  Ebbe l'idea di dare vita a Rete 7, un'emittente televisiva di Bologna trasmessa in Emilia-Romagna dal 1983 al 1998.